# بيل كولفين
بيل كولفين هو لاعب هوكي جليد كندي، ولد في 3 ديسمبر 1934 في تورونتو في كندا، وتوفي في 3 نوفمبر 2010 في هانتسفيل في كندا.

## وصلات خارجية
- بيل كولفين على موقع EliteProspects.com (الإنجليزية)
- بيل كولفين على موقع HockeyDB.com (الإنجليزية)
- بيل كولفين على موقع أوليمبيديا (الإنجليزية)